# Nokia 6630
O Nokia 6630 é um smartphone da Nokia que usa a Segunda Edição Séries 60 e o sistema operativo SymbianOS 8.0a. Foi lançado em novembro de 2004 e é uma evolução do Nokia 6600 e do Nokia 6620. É triband e funciona em WCDMA, suportando também EDGE. Tem uma câmara de 1,23 megapixéis de resolução 1280 x 960 pixéis que pode até gravar vídeos de resolução máxima 176 x 144 pixéis. Tal como o Nokia 6600 e o Nokia 6620, o Nokia 6630 tem Bluetooth e um ecrã TFT com 65 536 cores e 176 x 208 pixéis de resolução. Vem equipado com um cartão de memória RS-MMC de 64 MB.
O sucessor do Nokia 6630 é o Nokia 6680.

## Especificações
- Sistema Operativo – SymbianOS 8.0a e Séries 60
- Frequências GSM – 900/1800/1900 MHz (Triband)
- GPRS – Sim, classe 10
- EDGE (EGPRS) – Sim, classe 10
- WCDMA – Sim, a 2000 MHz
- Ecrã – TFT touchscreen, 65 536 cores e 176X208 pixéis de resolução
- Câmara – 1,23 MP (1280 x 960 pixéis) e 6X Zoom Digital
- Ficheiros de Imagem – JPEG, GIF, EXIF, BMP, WBMP, MBM e PNG
- Gravação de Vídeo – Sim, em formato QCIF ou Sub QCIF com resolução máxima de 174 x 144
- Navegação – Sim, o telemóvel vem equipado com um Browser completo de WAP 2.0 XHTML/HTML
- MMS – Sim
- Chamadas de Vídeo – Sim
- PPF (Premir Para Falar) – Sim
- Suporta Java – Sim, MIDP 2.0, CLDC 1.1 e API 3D
- Memória – 10 MB
- Slot para Cartões de Memória – Sim, RS-MMC com a possibilidade de ser retirado e recolocado com o telemóvel ligado através de Hotswap (no pacote de vendas vem incluído um de 64 MB)
- Bluetooth – Sim
- Infravermelhos – Não
- Wi-Fi – Não
- Suporta Cabo de Transferência de Dados – Sim, e possui ainda interface USB Pop-Port
- E-mail – Sim
- Leitor de Música – Sim
- Formatos de Música – MP3, AAC, RealAudio 7, RealAudio 8 e AMR
- Rádio – Não
- Reprodutor de Vídeo – Sim
- Toques Polifónicos – Sim
- Toques Reais - Sim
- Modo Desligado – Sim
- Bateria – Iões de Lítio, modelo BL-5C (900 mAh)
- Autonomia em Conversação – 180 minutos
- Autonomia em Standby – 264 horas
- Peso – 147 gramas
- Dimensões – 110mmX60mmX21mm
- Disponibilidade – Novembro de 2003
- Outros – para melhor uso das funcionalidades 3G do telemóvel existe um suporte com uma câmara auxiliar para facilitar a execução de videochamadas

## Software
O telemóvel vem pré-instalado com um cliente de e-mail, um browser rudimentar para navegar na Internet e um visualizador de ficheiros Microsoft Office. Também inclui suporte para reproduzir ficheiros de música MP3 e AAC com alta qualidade em estéreo, e no pacote de vendas vêm até auriculares estéreo com funcionalidade mãos livres.

## Music Edition
Pouco depois do lançamento do Nokia 6630 foi lançada uma outra versão do telemóvel, o Nokia 6630 Music Edition, comercializado em Portugal pela TMN e que para além dos acessórios da versão original traz ainda um leitor de cartões de memória RS-MMC, um adaptador de áudio para permitir a ligação de auscultadores normais ao telemóvel e um cartão de memória RS-MMC extra de 256 MB.

## Ver Também
- Lista de telemóveis da Nokia
- Nokia
- Nokia 6600